# GDP-6-deossi-D-talosio 4-deidrogenasi
La GDP-6-deossi-D-talosio 4-deidrogenasi è un enzima appartenente alla classe delle ossidoreduttasi, che catalizza la seguente reazione:
GDP-6-deossi-D-talosio + NAD(P)+ ⇄ GDP-4-deidro-6-deossi-D-mannosio + NAD(P)H + H+